# 埃米尔·扎克坎德
埃米尔·扎克坎德（1922年7月4日—2013年11月9日）是一位奥地利出生的法国生物学家，是分子演化领域的先驱，和萊納斯·鮑林共同提出了“分子鐘”这一概念，是中性演化理論的理论基础。